# Meghraj
Meghraj là một thị trấn thống kê (census town) của quận Sabar Kantha thuộc bang Gujarat, Ấn Độ.

## Địa lý
Meghraj có vị trí 23°30′B 73°30′Đ / 23,5°B 73,5°Đ Nó có độ cao trung bình là 178 mét (583 feet).

## Nhân khẩu
Theo điều tra dân số năm 2001 của Ấn Độ, Meghraj có dân số 9891 người. Phái nam chiếm 52% tổng số dân và phái nữ chiếm 48%. Meghraj có tỷ lệ 73% biết đọc biết viết, cao hơn tỷ lệ trung bình toàn quốc là 59,5%: tỷ lệ cho phái nam là 80%, và tỷ lệ cho phái nữ là 65%. Tại Meghraj, 12% dân số nhỏ hơn 6 tuổi.